# Emil Margulies
Emil Margulies (ur. 16 lipca 1877 w Sosnowcu, zm. 16 lutego 1943 w Tel Avivie) – czechosłowacki prawnik i przywódca syjonistyczny pochodzenia żydowskiego.

## Życiorys
Urodził się w ortodoksyjnej rodzinie żydowskiej, jako szóste z ośmiorga dzieci Moritza Marguliesa i Clary Sussman. Po ukończeniu szkoły podstawowej uczęszczał do gimnazjum w Bielsku na Śląsku Austriackim. Służył w armii austriackiej. Studiował na uniwersytetach w Wiedniu, Monachium, Zurychu i Berlinie. W 1901 r. uzyskał stopień naukowy doktora praw na uniwersytecie w Wiedniu.
Podczas studiów prawniczych w Wiedniu, poznał Theodora Herzla i zaangażował się w ruch syjonistyczny. W 1903 roku zamieszkał w Cieplicach w północnych Czechach, gdzie pracował jako urzędnik i promował syjonizm poprzez wycieczki, wykłady, ulotki i artykuły w lokalnej prasie.
Mimo oporu części Żydów, którzy byli dobrze zintegrowani z miejscową niemiecką klasą średnią, założył sieć organizacji syjonistycznych w takich miejscach jak Cieplice, Trutnov, Žatec, Ústí nad Labem, Děčín, Chomutov i Podbořany.
Po odbyciu służby podczas I wojny światowej, jako oficer w armii austro-węgierskiej na frontach rosyjskim i włoskim, wrócił do wyzwolonej Czechosłowacji, która uznawała wolność i równość mniejszości żydowskiej i przystąpił do działalności publicznej w warunkach legalnej walki o prawa Żydów.
Brał udział we wszystkich światowych kongresach syjonistycznych. Działał w komitetach wykonawczych Keren Kajemet LeIsrael i Keren Hayesod na ziemiach czeskich. Pełnił funkcję wiceprzewodniczącego Centralnego Komitetu Syjonistycznego dla ziem czeskich od 1910 do 1935 r. (po 1918 r. dla Czechosłowacji). Przewodniczący komitetu planistycznego Światowych Kongresów Syjonistycznych w latach 1921 i 1929–1935 oraz przewodniczący partii żydowskiej (Židovská Strana) w Czechosłowacji.
Promował idee Herzla dotyczące politycznego syjonizmu, mimo iż większość czeskich syjonistów popierała duchowy syjonizm Ahada Ha-Am i Martina Bubera oraz politykę Chaima Weizmanna. Propagując niezależną i pewną siebie politykę żydowskiej mniejszości narodowej, wziął udział w międzynarodowych negocjacjach dotyczących praw mniejszości w nowych krajach Europy Środkowej i Wschodniej po I wojnie światowej. Zainicjował petycję Bernheima do Ligi Narodów w maju 1933 r., dzięki której udało się uzyskać potępienie nazistowskiej polityki antyżydowskiej i tymczasowe przywrócenie praw Żydów na Górnym Śląsku.
W 1935 r., w proteście przeciwko decyzji kierownictwa Partii Żydowskiej o kandydowaniu do parlamentu na liście Czechosłowackiej Partii Socjaldemokratycznej, zrezygnował ze stanowiska przewodniczącego.
Po porozumieniu monachijskim z września 1938 r. i aneksji Sudetów przez nazistowskie Niemcy, utworzył organizację sudeckich Żydów mającą na celu koordynowanie ucieczek do środkowych Czech i dalszej emigracji. Sam zdołał opuścić Czechosłowację i udać się do Palestyny 15 marca 1939 r., w dniu, w którym naziści zajęli resztę Czech i Moraw.